# Cryptandra dielsii
Cryptandra dielsii là một loài thực vật có hoa trong họ Táo. Loài này được C.A.Gardner ex Rye mô tả khoa học đầu tiên năm 2007.